# Ernest James Renaud
Ernest James Renaud, kanadski general, * 1890, † 1967.
Med drugo svetovno vojno je bil: poveljnik 5. vojaškega okrožja (1938-40), namestnik generalnega oskrbovalnega častnika Generalštaba nacionalne obrambe (1940-43), poveljnik 4. vojaškega okrožja (1943-45). Po vojni je bil do upokojitve leta 1948 poveljnik Poveljstva Quebec.